# A City on Fire
"A City on Fire" és una cançó per la banda de rock alternatiu anglesa, Fightstar, que es lliurà el 20 de desembre del 2009 per Search and Destroy Records via PIAS només amb fotmat de descàrrega digital. El senzill apareixerà en un re-lliurament "Deluxe" del tercer àlbum de la banda, Be Human, que inclourà unes altres quatre cançons noves.
La cançó ha rebut reconeixement i suport per part de Radio 1, especialment del DJ Fearne Cotton.

## Paquet digital
La descàrrega digital consisteix en un paquet amb tres diferents versions de "A City on Fire" — una versió de ràdio, una versió instrumental i un mix de Frankmusik. També hi haurà la cançó de Don McLean's "Vincent" versionada.
1. "A City on Fire" - 3:11
2. "A City on Fire" (Instrumental) - 3:11
3. "A City on Fire" (remix de Frankmusik)
4. "Vincent" (cover de Don McLean)

## Vídeo musical
L'octubre del 2009 va ser gravat un videoclip pel senzill, i va aparèixer al MySpace de la banda a finals del mateix mes. El vídeo va ser dirigit per l'equip a Sitcom Soldiers.

## Personal

### Membres de la banda
- Charlie Simpson — Veu, Guitarra, Teclat
- Alex Westaway — Veu, Guitarra
- Dan Haigh — Baix
- Omar Abidi — Bateria, Percussió

## Posició a les llistes
| Llista           | Posició |
| ---------------- | ------- |
| UK Singles Chart | 116     |
| UK Indie Chart   | 10      |
| UK Rock Chart    | 4       |

## Personal
- Charlie Simpson — Veu, Guitarra, Teclat
- Alex Westaway — Veu, Guitarra
- Dan Haigh — Baix
- Omar Abidi — Bateria, Percussió